# لیگ فوتبال استان کهگیلویه و بویراحمد
لیگ استان کهگیلویه و بویراحمد بالاترین سطح فوتبال در استان کهگیلویه و بویراحمد می‌باشد که در پنجمین سطح از فوتبال ایران و بعد از لیگ دسته سوم فوتبال ایران قرار دارد. قهرمان این جام به مسابقات کشوری لیگ دسته سوم فوتبال ایران راه می‌یابد و جواز حضور در جام حذفی را کسب می‌کند.
این مسابقات بخشی از برنامه ویژه آسیا است.

## نحوه برگزاری
مسابقات در یک مرحله و بین ۱۰ تیم برگزار می‌شود. قهرمان لیگ به لیگ دسته سوم فوتبال ایران صعود می‌کنداین مسابقات هر سال توسط هیئت فوتبال استان کهگیلویه وبویراحمد برگزار می‌شود.

## فصل ۹۷–۱۳۹۸
تیم‌های حاضر
- استقلال چرام
- استقلال دهدشت
- بنیاد بهمنی
- پرسپولیس چرام
- پرسپولیس دیشموک
- تام تامرادی
- تیقل تینوند
- شاهین لنده
- فولاد یاسوج